# Cursograma

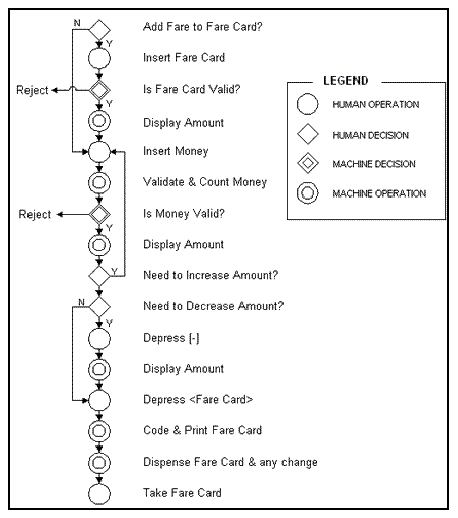
Cursograma de una máquina de tarjetas para el metro (la cual no utiliza el conjunto estándar de símbolos de ASME).

El cursograma es una representación gráfica y simbólica de la sucesión de actividades realizadas en un trabajo en ingeniería industrial.

## Historia
El primer método estructurado para documentar el flujo de un proceso fue introducido por Frank y Lilian Gilbreth para los miembros de ASME en 1921 como la presentación Process Charts, First Steps in Finding the One Best Way to Do Work (Diagramas de procesos, primeros pasos para encontrar la mejor manera de hacer el trabajo). Las herramientas de los Gilbreth encontraron rápidamente la manera en colocarse dentro de los currículos de ingeniería industrial.
A principios de 1930, un ingeniero industrial, Allan H. Mogensen, empezó a entrenar personas empresariales en el uso de algunos de las herramientas de ingeniería industrial en sus Conferencias de simplificación del trabajo en Lake Placid, Nueva York. En 1944 un graduado de la clase Mogensen, Art Spinanger, tomó las herramientas de vuelta a Procter & Gamble, donde desarrolló su programa Deliberate Methods Change (Métodos de Cambio Deliberado). Otro graduado de 1944, Ben S. Graham, Director de Formcraft en Standard Register Corporation, adaptó el cursograma a procesamiento de información con su desarrollo del multi-cursograma para mostrar múltiples documentos y sus relaciones.[cita requerida]

## Tipos

### Cursograma sinóptico
Un cursograma sinóptico se utiliza para ilustrar de forma simple y rápida el proceso de un trabajo. Solamente se incluyen las principales operaciones e inspecciones que se realizan en el trabajo, por lo que no es una herramienta para analizar a fondo. Usualmente, se crea un cursograma sinóptico para después crear un cursograma analítico.

### Cursograma analítico
Un cursograma analítico se utiliza para ilustrar de forma detallada el proceso de un trabajo. Incluye todas las acciones que se realizan en el trabajo —operaciones, inspecciones, transportes, esperas y almacenamientos—, al igual que el tiempo que cada una de ellas dura y las distancias que se recorren.

## Símbolos
En 1947, ASME adoptó los siguientes símbolos derivados del trabajo original de Gilbreth como los símbolos estándar para diagramas de procesos:
| Símbolo | Letra | Descripción    |
| ------- | ----- | -------------- |
| Ο       | O     | Operación      |
| Ỻ       | I     | Inspección     |
| →       | M     | Transporte     |
| D       | D     | Espera         |
| ∇       | S     | Almacenamiento |

- Operacion: cambiar una de las características físicas o químicas del material.
- Inspeccion: comprobar la calidad o la cantidad del material.
- Transporte: transportar el material de un lado a otro.
- Espera: cuando el material no puede ir a la próxima actividad.
- Almacenamiento: cuando el material está mantenido en una ubicación segura.